# Thorsten Sievert
Thorsten Sievert (* 1968 in Hamburg) ist ein deutscher Entwickler und Produzent von Entertainment- und Comedy-Formaten für TV, Streaming und Live Entertainment.

## Leben und Wirken

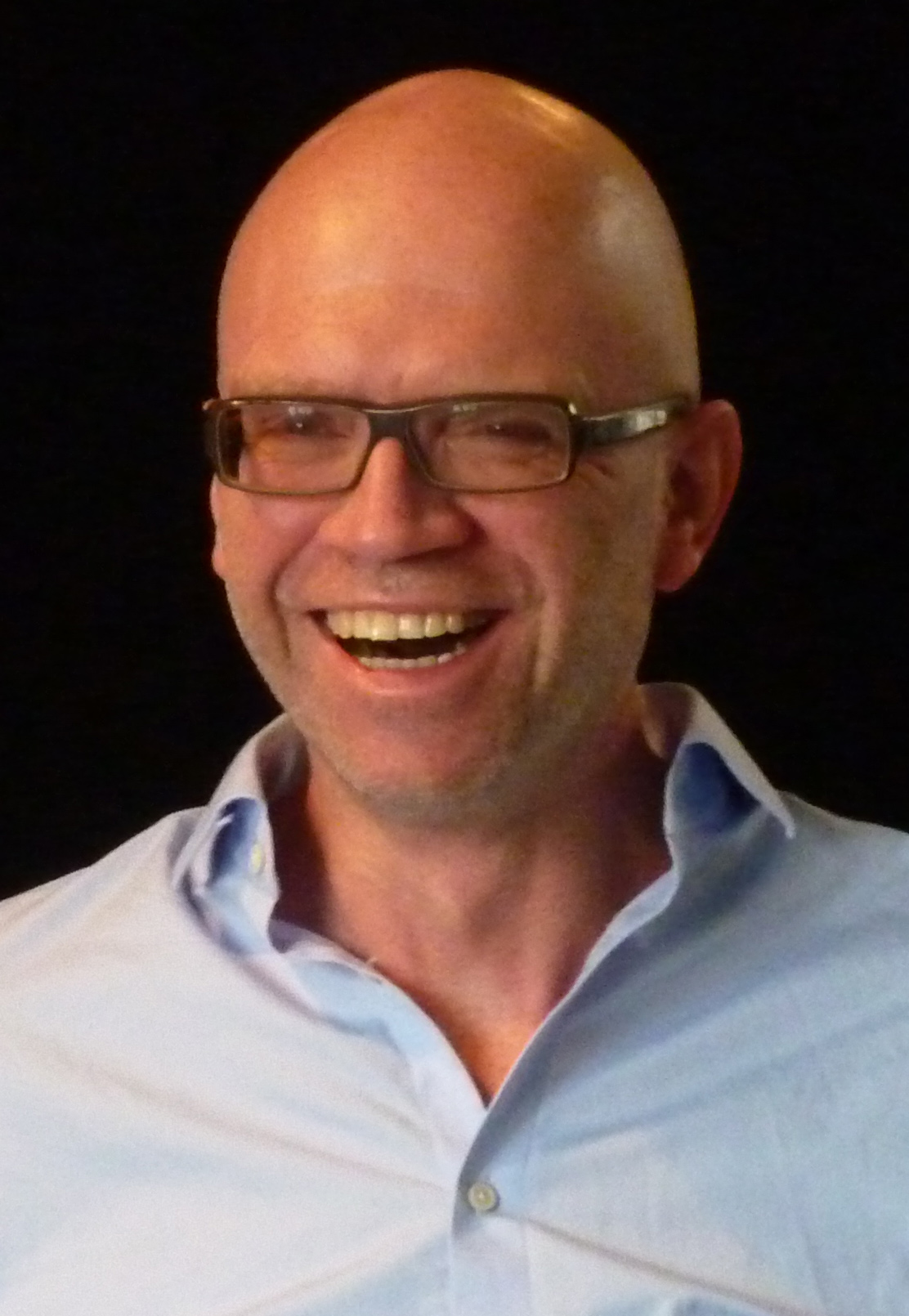
Thorsten Sievert (2016)

Thorsten Sievert begann in der Hamburger freien Theaterszene bevor er sich Anfang der 2000er auf Comedy konzentrierte. Bei der Wochenshow (Sat1) fungierte er 2001/02 als Redaktionsleiter, im folgenden Jahr (2003) als Producer des Quatsch Comedy Club. 2006 bis 2007 baute er als „Channel Manager“ den Sender Comedy Central auf. Ab 2008 leitete er als ausführender Produzent die Comedy-Abteilung von Endemol.
Sievert gründete 2011 die Produktionsfirma smile! producing. Im selben Jahr ging er mit seinem Unternehmen zu Constantin Entertainment, für die er als Executive Producer und Creative Producer TV-Formate wie den RTL Comedy Grand Prix, Genial daneben, Olaf verbessert die Welt, Geht's noch?! Kayas Woche oder Darf er das? Die Chris Tall Show realisierte. 2020 lief seine Exklusivbindung an die Constantin Entertainment aus. Seit 2021 entwickelt und produziert Sieverts Unternehmen Unterhaltungsinhalte für Live, Streaming und TV. Ein spezifischer Schwerpunkt von smile! producing ist die Konzeption und Umsetzung von Live-Programmen mit bekannten Social-Media-Stars, Content Creatorn, TV-Berühmtheiten und Bestsellerautoren, so z. B. mit Freshtorge, Doc Caro und Clemens Brock („Der Vadda“). smile! producing produziert u. a. die Streaming-Formate „Comedy Clash“ und „Recap – Der Jahresrückblick“ auf Twitch. 2017 und 2019 war Thorsten Sievert Kurator des Komödienwettbewerbs „Die Freiheit des Lachens“ am Salzburger Landestheater.